# Pravila de Govora
Pravila, Pravila de Govora o Pravila episcopal (en rumano: Pravila de la Govora, Pravila bisericească) es la colección más antigua de leyes tanto eclesiásticas como seculares de Valaquia. Se imprimió en la segunda imprenta conocida de Valaquia, establecida por el gobernante Matei Basarab durante la amplia reconstrucción, reconsolidación y ampliación del monasterio de Govora en 1637.
La Pravila de Govora es una traducción del erudito monje del monasterio de Bistrița, Mihail Moxa (o Moxalie), de un texto eslavo (en idioma búlgaro Pravila significa "Reglas" y Govora, "discurso"), que reproduce un nomocanon (colección de reglas jurídicas) bizantino y es la primera obra impresa en rumano. La Pravila tiene un carácter predominantemente eclesiástico, aunque también incluye elementos de derecho secular.
La Pravila de Govora, de 164 páginas, fue impresa en 1640, en siete semanas, por los impresores Meletie Macedoneanul y Stefan de Ohida. Se imprimió en dos ediciones: una para Valaquia, con un prefacio firmado por el metropolitano Teófilo, y otra para Transilvania, con un prefacio firmado por el metropolitano Ghenadie de Transilvania.
El texto, también llamado Mica Pravilă, es también un conjunto de tradiciones y creencias populares relacionadas con el ceremonial sacramental. Las creencias populares y la pravila eclesiástica denotan convergencias y divergencias en la forma de realizar los rituales existenciales: bautismo, matrimonio y funerales.